# Colorimetría

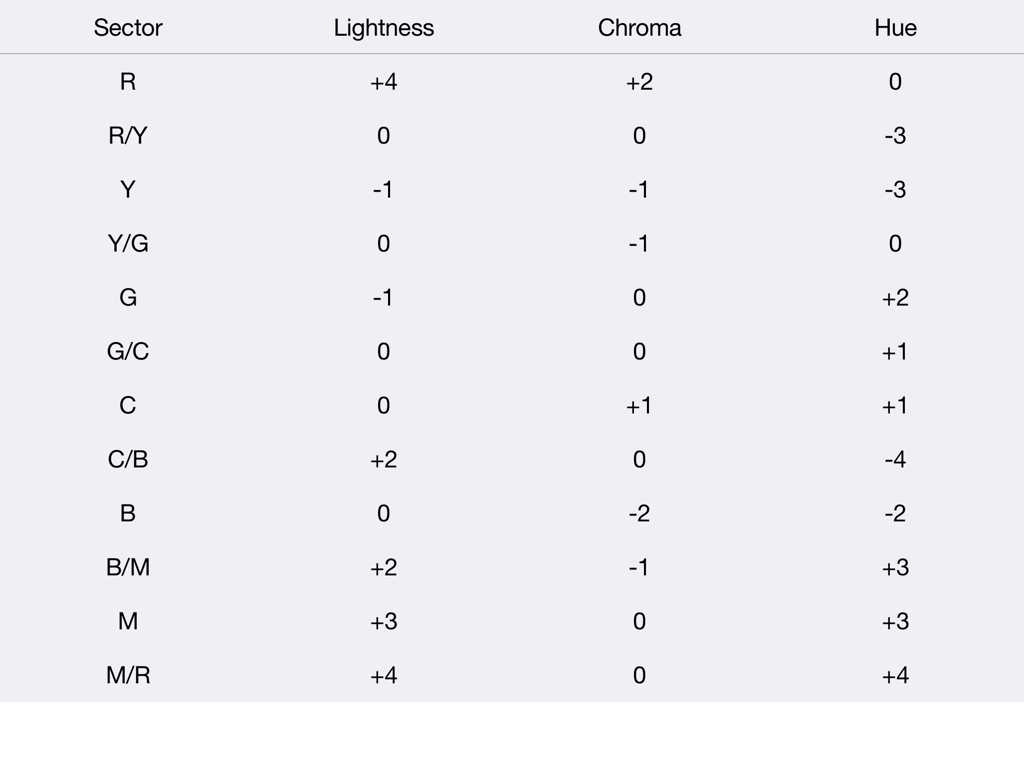
Medida de colores

La colorimetría es la ciencia que estudia la medida de los colores y que desarrolla métodos para la cuantificación de la percepción del color. 

## Procedimiento de la medida del color
Existe una necesidad de estandarizar el color para poder clasificarlo y reproducirlo. 
El procedimiento utilizado en la medida del color consiste sustancialmente en sumar la respuesta de estímulos de colores y su normalización a la curva espectral de respuesta del fotorreceptor sensible al color. Como referencia, se utiliza la curva espectral codificada de la Comisión Internacional de Iluminación, (conocida por sus siglas CIE en francés), la llamada función colorimétrica. Debe notarse que el color es una característica suo siendo una característica propia de un objeto. Los fotorreceptores del ojo humano son los conos de la retina, de los que existen diferentes tipos, con sensibilidades diferentes a las distintas partes del espectro luminoso.
El matemático alemán Hermann Grassmann enunció unas leyes sobre la mezcla aditiva del color.
Estas muestran que cualquier color puede expresarse como suma de tres colores primarios, es decir, de tres colores, cada uno de los cuales no puede obtenerse por la mezcla de los otros dos. Aplicando sus leyes, se obtiene la denominada ecuación unitaria del color, que representada, da una forma parecida a un triángulo, el triángulo internacional de color. El área dentro de las tres curvas que se obtienen con este procedimiento dan origen a tres valores: las coordinadas triestímulo X, Y y Z ligadas a las coordinadas de cromaticidad x e y por relaciones lineales. El paso de un espacio de colores a otro son datos de relaciones de transformación de coordenadas. 
Para la enseñanza práctica inicial de la colorimetría se recomienda emplear los 8 colores básicos o elementales: cian, magenta, amarillo (los tres primarios sustractivos de las impresiones), rojo, verde, azul (los tres primarios aditivos de los monitores), blanco y negro.

## Percepción
El matiz es el estado puro del color: rojo, amarillo, azul... La saturación de un color es su grado de pureza. Un color está más saturado cuanto menor sea su contenido de grises o de blancos. Los colores de la naturaleza siempre son más o menos saturados. La intensidad, o luminosidad de un color, es la característica que hace que este aparezca más claro, independientemente de su saturación.

## Evolución
Isaac Newton hizo un estudio sobre el color en su obra On colour (sobre el color). 
La colorimetría ha tenido una gran expansión debido a la industria cosmética por el estudio de sombras, tintas, polvos y colores para el cabello. 
En la actualidad, otra importante expansión se ha debido a los problemas de gráficos por ordenador y a la reproducción de colores, así como por el análisis y la documentación de superficies antiguas, como cuadros y policromados. Utilizando técnicas para el análisis colorimétrico es posible llegar a un análisis químico del material superficial que se está analizando, como el análisis de la respuesta espectral.

## Tipos
La colorimetría puede verse reflejada en varios ámbitos, por ejemplo en el ámbito de la pintura, y también en el cine, los dos tienen colores distintos, uno utiliza mezcla sustractiva y el otro mezcla aditiva, cada uno tiene su tipo de normas, pero en general sus bases se sientan sobre el mismo cimiento.
La colorimetría es también utilizada en el campo de la peluquería, los estilista encargados de realizar el color dirigen sus trabajos guiándose de un círculo cromático,   

## Elemento narrativo
En una película los colores transmiten emociones, sensaciones. Cada color tiene un significado, su uso está cuidadosamente estudiado en una producción cinematográfica. Se tiene que determinar las tonalidades más adecuadas para que visualmente se transmita el mensaje correcto.

La selección de la paleta de colores no es por casualidad, es producto de un cuidadoso análisis de la escenografía y vestuario. Los objetivos son intentar buscar una reacción psicológica en el espectador, centrando la atención en determinados detalles, establecer el tono de la película, definir los rasgos de los personajes o mostrar cambios en la historia. 
El color puede contar una historia, nos permite separar espacio y tiempo; nos ayuda a establecer el clima de una historia en particular.

Los seres humanos siempre tendremos reacciones psicológicas innatas a ciertos colores, el uso de estos de manera específica puede determinar ciertas respuestas emocionales es una herramienta narrativa utilizada desde siempre. 
Using colour to tell a story by Mubi 2022
Si el color nos puede afectar en niveles tan íntimos claramente se puede utilizar para contextualizar la imagen.

La repetición de colores en una película genera asociación, esto quiere decir que vinculamos un color determinado a un personaje o a una idea.
Los colores evolucionan al mismo tiempo que lo hace el personaje, esto es un sistema de transición, las transiciones de color suceden de manera gradual en la película.

## Cursos de Colorimetría
- Konica Minolta Sensing: Comunicación precisa de los colores
- The Style Institute (Perú)
- Aprende Más (España)
- Wikcionario  tiene definiciones y otra información sobre colorimetría.

- Datos: Q374535
- Multimedia: Colorimetry / Q374535